# Gustav Kampmann

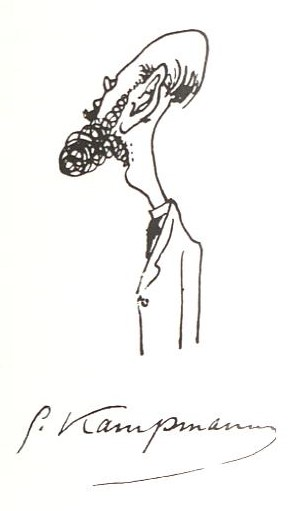
Selbstkarikatur

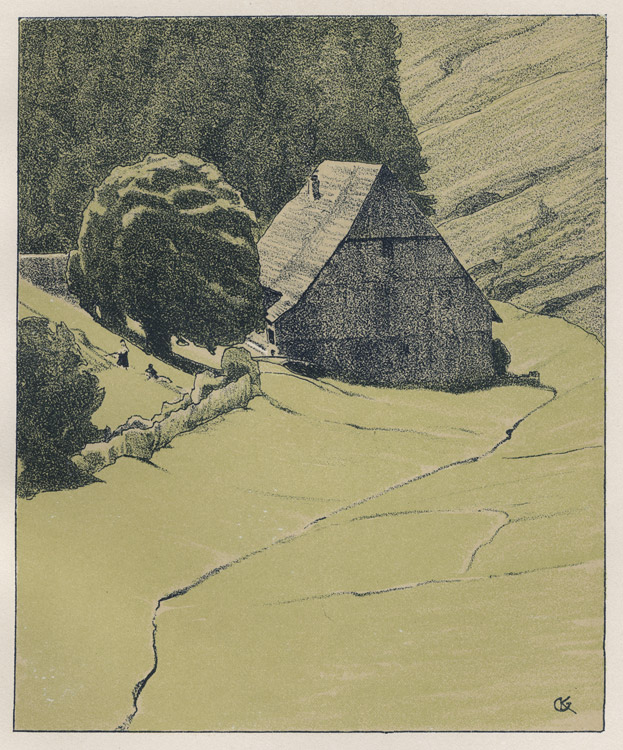
Talmühle 1896

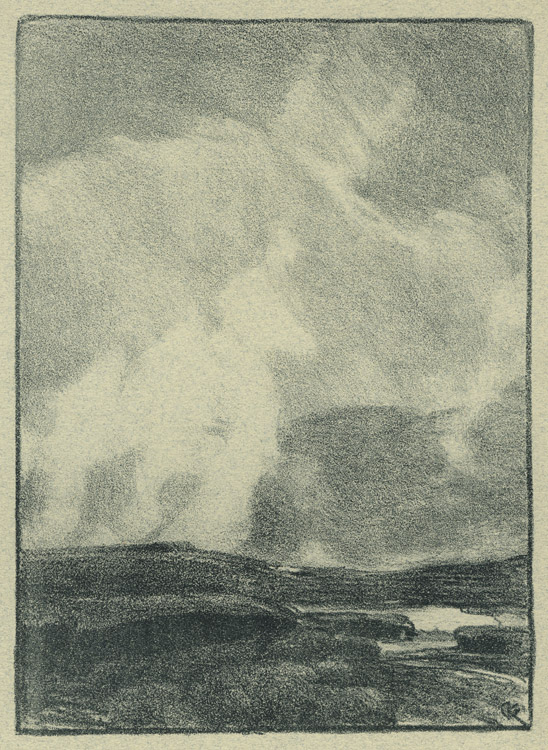
Steigende Nebel 1896

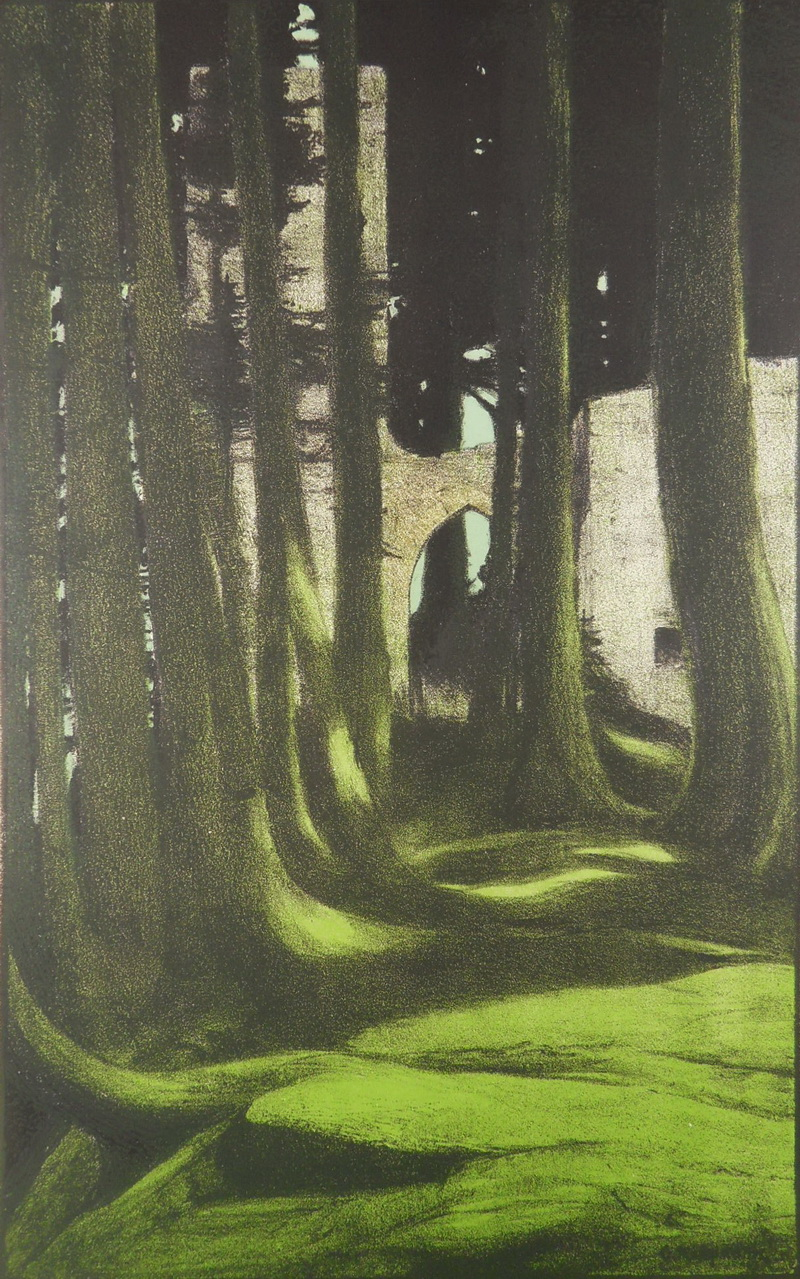
Ruinen im Walde 1898

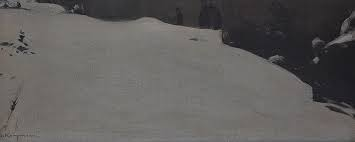
Winternacht in Königsfeld im Schwarzwald um 1900

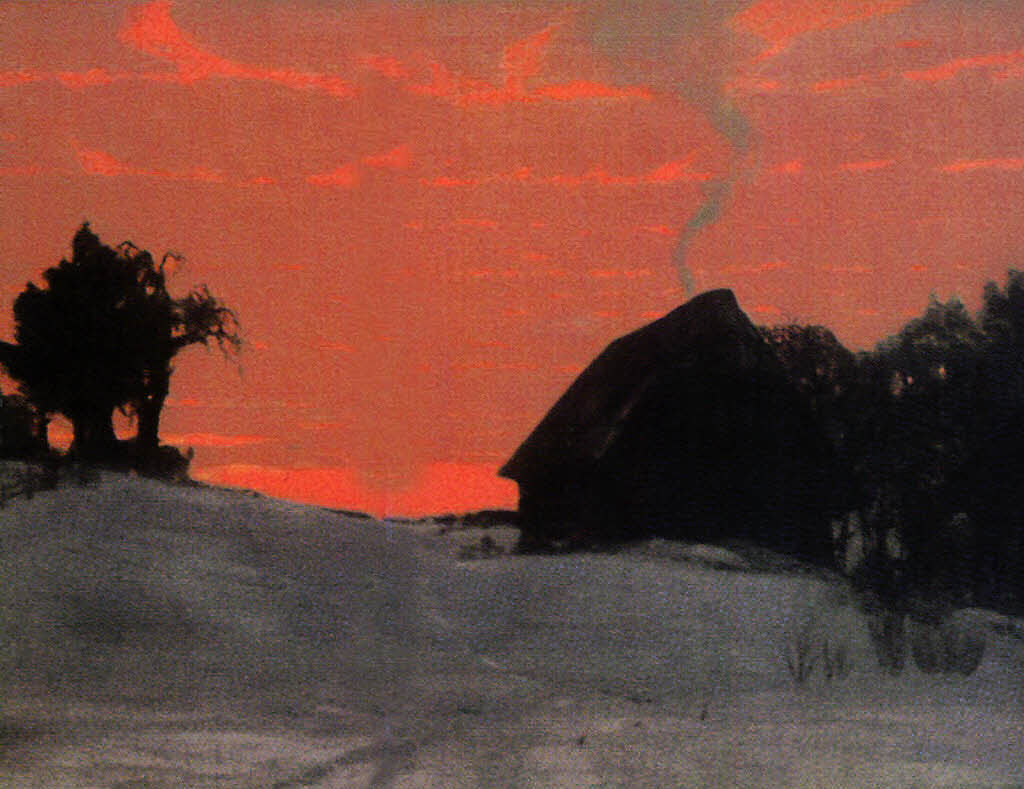
Dämmerung 1903

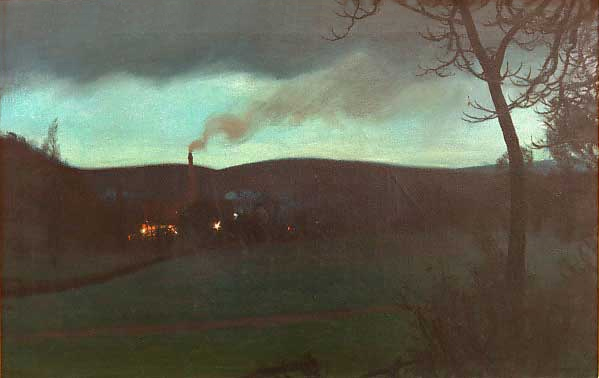
Düsterer Abend II 1904–1906

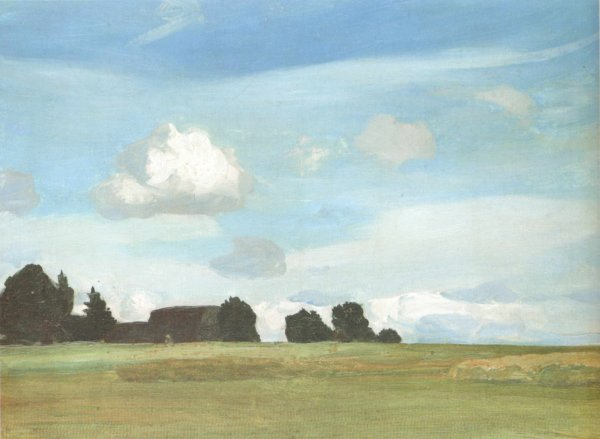
Blaue Luft 1907

Gustav Kampmann (* 30. September 1859 in Boppard; † 12. August 1917 in Bad Godesberg) war ein Karlsruher Landschaftsmaler und Grafiker.
Kampmann war als Meisterschüler von Gustav Schönleber und Hermann Baisch ein Repräsentant der Karlsruher Landschaftsschule. Er war Gründungsmitglied und Zweiter Vorsitzender des Karlsruher Künstlerbundes und gilt als bedeutendstes Mitglied der Grötzinger Malerkolonie.

## Leben
Aus einer rheinländischen Familie evangelischer Konfession stammend, in Boppard am Rhein bei Koblenz geboren, lebte Gustav Kampmann seit 1873 in und bei Karlsruhe. Sein Vater war der Arzt Wilhelm Kampmann, Inhaber der Kaltwasseranstalt Marienberg bei Boppard. Seine Mutter war Elisabeth Nottebohm geb. Schmitz. Unter Kampmanns sieben Geschwistern und Halbgeschwistern wurde die Halbschwester, Tochter aus zweiter Ehe der Mutter mit dem aus Wattenscheid stammenden August Nottebohm, die Malerin Jenny Fikentscher geb. Nottebohm, für Kampmanns Lebensweg bedeutsam. Denn sie heiratete später Otto Fikentscher, den Gründer der Grötzinger Malerkolonie, als deren künstlerisch bedeutendstes Mitglied Kampmann gilt.
Seine Kindheit verbrachte Kampmann teilweise in Kattowitz in Schlesien, wohin der Stiefvater als Regierungsbaumeister berufen worden war. In Karlsruhe gelangte Kampmann 1878 zum Schulabschluss der Mittleren Reife, des sogenannten Einjährig-Freiwilligen, und trat noch im selben Jahr in die Großherzoglich-Badische Kunstschule in Karlsruhe ein. Dort verweilte er bis 1884, wobei er 1880/1881 seine Ausbildung zur Ableistung des einjährig-freiwilligen Militärdienstes zu unterbrechen hatte. Seine Lehrer waren zunächst Hans Fredrik Gude, dann dessen Nachfolger Gustav Schönleber und schließlich Hermann Baisch, die Letztgenannten ihrerseits beide Schüler des Münchner Landschaftsmalers Adolf Heinrich Lier. Für seine Betätigung als Landschaftsmaler hatten die zahlreichen Studienreisen große Bedeutung, die er seit den 80er Jahren von wechselnden Standorten aus unternahm. 1880 verbringt er den Sommer am Bodensee. In den Jahren 1885 bis 1889 lebt er (mit einer Unterbrechung 1887/88, während der er von Lübeck aus die Ostseeküste bereist) mit seinem Malerfreund Bernhard Buttersack in München und Schleißheim bei München, von wo aus er das bei den Landschaftsmalern der Zeit beliebte Erdinger Moos erkundet und Reisen im süddeutschen Raum unternimmt.
Eine erste Ausstellungsbeteiligung hatte er 1886 an der Königlichen Akademie der Künste in Berlin. Seither regelmäßige Beteiligung an Ausstellungen zunächst in München, dann auch in anderen deutschen Großstädten (Akademie der Künste Berlin 1988, 1892; Große Berliner Kunstausstellung 1893, 1898, 1903, 1905, 1908, 1913; Münchner Glaspalast 1889, 1892, 1897, 1898, 1900, 1911, 1912; Münchener Secession 1893, 1896, 1907; Kollektivausstellung Kaiser-Wilhelm-Museum Krefeld 1916). 1890 zieht er nach Grötzingen, wo er mit seiner Halbschwester und seiner Mutter eine Wohnung in dem von Fikentscher erworbenen und so vor dem drohenden Abriss geretteten Schloss Augustenburg bezieht. Dort entsteht die Grötzinger Malerkolonie. 1891 heiratet er die 1860 in Basel geborene Klavierlehrerin Anna Roth, die er während eines rheumabedingten Kuraufenthaltes 1888 am Walensee in der Schweiz kennengelernt hatte. 1894 kam sein Sohn Hans-Jürgen zur Welt. 1891 unternimmt er eine Studienreise nach Belgien und Holland. 1895 erkundet er den nördlichen Schwarzwald, das Murgtal und die Hornisgrinde, im Jahr darauf die Vogesen. 1898 wird der Schweizer Jura besucht. 1901 führt eine Reise über Frankreich und Spanien nach Tanger in Marokko. 1902 setzt mit der Berufung Friedrich Kallmorgens nach Berlin der Auflösungsprozess der Grötzinger Malerkolonie ein. Auch das Ehepaar Kampmann zieht 1905 nach Durlach, kehrt aber 1908 nach Grötzingen zurück, wohnt jedoch jetzt nicht mehr in der Augustenburg, sondern in einem eigenen kleinen Haus.
Zusammen mit 23 anderen Künstlern gründete Kampmann 1896 den Karlsruher Künstlerbund und wurde 1899 zum zweiten Vorsitzenden gewählt. Der Karlsruher Künstlerbund betrieb mit der Kunstdruckerei Künstlerbund Karlsruhe eine eigene Werkstatt für Lithografie und hatte einen bedeutenden Anteil an der erfolgreichen Einführung der Künstlersteinzeichnung in Deutschland, mit der das doppelte Ziel verfolgt wurde, durch preiswerte Angebote anstelle billiger Reproduktionen wie des Ölfarbendrucks originale Kunst für ein weniger betuchtes Publikum erschwinglich zu machen und dadurch einen Beitrag zur ästhetischen Volksbildung zu leisten sowie den Künstlern ein regelmäßigeres Einkommen zu sichern. Dem volkspädagogischen Anliegen entsprach, dass, entgegen der für Künstlergrafik sonst üblichen Praxis der limitierten Auflage, von beliebten Blättern Auflagen von mehreren tausend, in einem Fall sogar 10 000 Exemplaren produziert wurden. Kampmann wurde künstlerischer Mitarbeiter der ambitionierten Avantgarde-Zeitschrift Pan, er schuf aber auch Gebrauchsgrafik. So entwarf er beispielsweise im Auftrag des Kölner Schokoladeproduzenten Ludwig Stollwerck Sammelbilder für Stollwerck-Sammelalben, u. a. für die Stollwerck-Sammelalben No. 4 und 5 von 1899 bzw. 1902.
1901 erhielt Kampmann eine mention honorable in Paris. 1904 trat er dem Verband der Kunstfreunde in den Ländern am Rhein bei. Im selben Jahr erhielt er in Dresden die Kleine goldene Plakette. 1905 wurde er von Großherzog Friedrich I. von Baden zum Titularprofessor an der Großherzoglich Badischen Kunstschule zu Karlsruhe ernannt, nachdem er eine Berufung zum Professor an die Königliche Akademie für graphische Künste und Buchgewerbe zu Leipzig abgelehnt hatte. 1909 hielt er sich von April bis Juni in Wien auf, 1910 folgte ein Studienaufenthalt im Hegau, 1911 eine Studienreise in den Harz, 1912 eine weitere in die Rhön. 
In den Jahren vor dem I. Weltkrieg stand Kampmann in freundschaftlicher Verbindung mit den liberalen Politikern Theodor Heuss und Friedrich Naumann, die als Förderer der Kunsterziehungsbewegung beide anerkennende Würdigungen seines Werkes publizierten. 1914 zog er vor Beginn des Krieges in die Schweiz, trat aber dann freiwillig in die Karlsruher Reserve ein. Ab 1915 litt er unter einer schweren Hornhautentzündung des linken Auges, was ihm neben seinem nach wie vor starken Rheuma, an dem er von Jugend an litt, die Malerei zur Qual machte. Nachdem er am 28. Februar 1916 zum Hauptmann befördert worden war, erhielt er 1917 zunächst ab Mitte Februar Erholungsurlaub in Grötzingen und erlangte schließlich auf eigenen Wunsch krankheitsbedingt seine Entlassung aus dem Militärdienst. Im selben Jahr starb Kampmann während eines Kuraufenthaltes in Bad Godesberg durch eigene Hand, indem er sich die Pulsadern öffnete. Seine Witwe ließ in der Zeitung verbreiten, er sei seinen Krankheiten erlegen.

## Werk
Das Werk umfasst vor allem Landschaftsgemälde und -lithographien, selten mit Personenstaffage, zuweilen mit architektonischen Elementen. Ab den frühen 90er Jahren entwickelt Kampmann einen persönlichen, sehr eigenwilligen Stil, für den charakteristisch ist, dass sich die Werke des Künstlers „mit ihrer Offenheit, dem bloßen Andeuten der Motive und dem spontanen Gestus fast vollständig von den gegenständlichen Konnotationen zugunsten rein malerischer Bildwirkungen lös(en) […]. Kampmanns Bildentwürfe haben eine malerische Freiheit und einen Grad an Abstraktion, wie er zu dieser Zeit bei kaum einem anderen Künstler zu finden ist,“ urteilt Stefan Borchardt. „Felder, Wiesen, Bäume und Häuser werden zu abstrahierenden geschlossenen Flächen zusammengezogen, der Himmel über die Wolkenballungen strukturiert, der reliefhafte Farbauftrag behauptet sich gleichwertig gegenüber den dargestellten Gegenständen.“ Kampmann, der sich indes nirgends zu kunsttheoretischen Fragen geäußert hat, schafft „um die Jahrhundertwende eine ganz aus dem Malerischen heraus lebende Bildästhetik […], die ihren Impuls aus dem Erleben der Reize der realen Landschaft empfängt, diese aber nicht eigentlich wiedergibt, sondern dafür aus rein malerischen Mitteln ein ästhetisches Äquivalent entwickelt.“ Oft wählt er dabei Landschaftsausschnitte ohne jede pittoreske, romantische oder heroische Qualität aus, „die eigentlich motivisch nichts bieten als Fläche und Streifen aus Feldern, Wiesen und Himmel und deren optischer Reiz allein in den Witterungsmomenten liegt, auf die sich die malerische Aufmerksamkeit richtet.“ „Kampmanns rigorose Bildsprache seiner reifen Zeit bedeutete eine Negation des traditionell komponierten Landschaftsgemäldes. Mit logischer Konsequenz beschritt er den Weg vom realitätsbezogenen Abbild zur kürzelhaften Chiffre.“ Mit deutschtümelnder Heimatmalerei hatte seine „tradierte Sehgewohnheiten revolutionierende Landschaftsinterpretation“ bei aller zeittypischen Liebe zur heimatlichen Landschaft, die auch ihn als Zeitgenossen der Wanderbewegung antrieb, außer dem Gegenstand nichts gemein. Zwar ist es auch bei ihm eine vom Menschen nicht oder nicht allzu invasiv berührte, von technischen Installationen noch freie Landschaft (die Lokomotive in Eisenbahn am Abend von 1899, die bedrohlich auf den Betrachter zukommt und den ganzen Himmel mit ihrem dunklen Rauch einhüllt, nimmt eine Ausnahmestellung im Werk ein), die er zum Ausgangspunkt seiner Kunst macht, aber die zeittypische völkisch sowie kulturpessimistisch und modernitätskritisch motivierte Verherrlichung und Propagierung vormoderner Landwirtschaft als vermeintlich gesunder und natürlicher Lebensgrundlage oder gar die Heroisierung der landwirtschaftlichen Arbeiten wie des Pflügens, Säens, Dreschens oder Kornschneidens findet man bei ihm nicht. Allein das traditionelle Bauernhaus oder Dorf als Bildgegenstand bedient gelegentlich die romantische Nostalgie. Weder das Leben in der Großstadt, dem sich Kampmann mit seiner Entscheidung für die Malerkolonie entzogen hatte, noch die moderne Gesellschaft oder die Technik und Industrie spielen in seinem Werk als unmittelbarer Bildgegenstand eine Rolle. Allenfalls bilden sie als perhorreszierte Gegenwart und Zukunft im Bewusstsein des Künstlers und des zeitgenössischen Betrachters die Folie, vor der sich seine heilen Landschaften als ästhetische Gegenwelt abheben.
Kampmanns Kunst strebt nach absoluter ästhetischer Autonomie. Wie bei dem Dichter Stefan George sollen weder die abzuschildernden Eigenschaften des Gegenstandes noch eine auf reale Vorgänge bezogene Narrativik und auch nicht die darzustellenden spontan erlebten Gefühle beteiligter Personen das Kunstwerk ausmachen, sondern allein die vom Künstler geschaute und geschaffene Gestalt, in der, wie Hubert Arbogast formuliert, „Inhalte als Form dargestellt werden. […] Deren Äußeres aber ist nicht etwas Äußerlich-Akzidentielles, sondern der Ausdruck eines inneren Vorganges.“ Das läuft auf eine konsequente Abkehr vom Naturalismus hinaus, dessen Vertreter die Natur als Lehrmeisterin des Künstlers und damit als die eigentliche Künstlerin angesehen hatten, der sich jener nur anzuschließen brauche. Kampmann dagegen ging es wie George um die Autonomie der Kunst. Die Konsequenz, mit der er dabei vorging, war zumindest in seinem Umfeld ein Alleinstellungsmerkmal. Von den Grötzingern hat jedenfalls keiner einen Weg zurückgelegt, der ihn so weit über seine akademische Ausbildung und seine künstlerischen Anfänge hinausführte, wie Kampmann.
In der Lithographie (52 Arbeiten allein im Rahmen des Künstlerbund Karlsruhe erschienen) erweist sich „die Modernität Kampmanns im Unterschied zu üblichen Postkartenmotiven […] in der äußerst exzentrischen und asymmetrischen Komposition […] Die Farben (werden hier) satter und deutlicher eingesetzt als in den meisten Gemälden. Farbflächen werden in sich weniger mit Nuancen differenziert und abgegrenzt, eher nebeneinander gestellt. Insgesamt werden die Farbkontraste und der Hell-Dunkel-Kontrast entschiedener zugunsten großflächiger Bildwirkungen eingesetzt, damit dem Zielmedium entsprechend.“. In den Gemälden hingegen kommt es „im Farbigen nur höchst selten zu einer Verwendung reiner Farben und dem Einsatz starker Farbkontraste, wie sie in dieser Zeit dominierend war“, sondern widmet Kampmann „sich eher einer Ausdifferenzierung und Bereicherung der Zwischentöne“. Die Bildwirkung entwickelt er „farblich ganz aus einer reduzierten Ton-in-Ton-Malerei mit feinen Abstufungen und dem Einsatz von Gegenlicht.“ Über die Lithografie führte der Weg auch zur Betätigung als Buchillustrator.
Während er mit seinen Lithografien durchaus erfolgreich war, blieb der Absatz seiner ca. 500 Gemälde, von denen nur etwa ein Viertel zu seinen Lebzeiten einen Käufer fand, eher begrenzt. Abgesehen von Kampmanns Kompromisslosigkeit in ästhetischen Belangen und dem für ein von Patriotismus und Heimatverbundenheit motiviertes Publikum zu geringen Wiedererkennungswert seiner Landschaften dürfte dies nicht zuletzt an der düsteren Grundstimmung der meisten seiner Gemälde gelegen haben. „Einige wenige Kritiker (darunter Gustav Glück und Theodor Heuss) erkannten in der für damalige Verhältnisse unerhörten und radikalen Vereinfachung und Synthetisierung des Landschaftsbildes jedoch eine besondere Qualität.“ Zu Lebzeiten erlangte Kampmann kaum die seiner Bedeutung gebührende Aufmerksamkeit. „Fast alle der insgesamt 446 Gemälde des Künstlers (befinden sich) in Privatbesitz. Nur acht Bilder gelangten zu seinen Lebzeiten in öffentliche Sammlungen (Staatl[iche] Kunsthalle Karlsruhe, Museum Folkwang Essen, Gemäldegalerie Wien, städt[ische] Galerien in Danzig, Zwickau, Koblenz und Dortmund).“ Daran hat sich bis heute nichts Grundsätzliches geändert, da er „außerhalb des lokalen Kontextes der Grötzinger Malerkolonie und der Karlsruher Kunst“ außer einigen Ausstellungen in Karlsruhe „nicht ausgestellt worden und daher nahezu unbekannt“ geblieben ist. Immerhin wurde seit den 1960er Jahren das Werk des nach seinem Tode bald nahezu Vergessenen durch eine Reihe von Ausstellungen, „durch die seine herausragende Stellung innerhalb dieser (der Grötzinger) Künstlergruppe konstatiert“ wurde, wieder in Erinnerung gerufen. Rudolf Theilmann urteilte gar: „Die Kühnheit und Eigenständigkeit seiner Kompositionen stellen Kampmann in die erste Reihe der deutschen Landschafter um 1900.“ Trotzdem hat Kampmann bis heute weder den nationalen, geschweige denn internationalen Rang erlangt, der ihm aufgrund seiner Rolle bei der Überwindung des Naturalismus um 1900 als einem der Pioniere der Abstraktion und einer Ästhetik der reinen Form nach Meinung der zitierten Fachleute zukommt. Als seiner Wertschätzung abträglicher Faktor wirkte dabei zum einen der Umstand, dass Kampmann keiner der etablierten Stilrichtungen der Epoche, dem Naturalismus, dem Impressionismus, dem Jugendstil oder dem Symbolismus eindeutig zugeordnet werden kann. Sein relativ früher Tod noch vor dem Ende des I. Weltkrieges verhinderte zum anderen, dass sein Verhältnis zur dann führenden Stilrichtung, dem Expressionismus, auf den manche Eigentümlichkeiten seines Werks durchaus vorausweisen, zu einer Klärung gelangen konnte. So schien ihm als zwar eigenständigem und anspruchsvollem, aber eben doch abseits der Hauptlinien der Stilentwicklung anzusiedelndem Künstler ohne nennenswerten Einfluss auf den weiteren Verlauf der Kunstgeschichte kein gesteigertes Interesse zuzukommen. Die seit der Jahrhundertmitte stark abnehmende Begeisterung für Landschaftsmalerei und deren rückläufige Bedeutung in der Gegenwartskunst taten ein Übriges, sodass es außerhalb der Region bislang weder zu einer grundsätzlichen Wiederentdeckung des keineswegs unbedeutenden Künstlers noch zu einer ästhetischen Neubewertung seines anspruchsvollen Werks durch ein breiteres Publikum gekommen ist.

## Einzelne Werke in öffentlichen Sammlungen (Auswahl)
Ein ausführliches Werkverzeichnis bietet Brandenburger-Eisele (s. unten »Literatur«)
Gemälde:
- Landschaft aus Schleswig-Holstein, 1882, Staatliche Kunsthalle Karlsruhe, G. Kampmann, Landschaft aus Schleswig-Holstein auf der Seite Kunsthalle-Karlsruhe.de
- Im Laubwald, 1893, Staatliche Kunsthalle Karlsruhe, G. Kampmann, Im Laubwald auf der Seite Kunsthalle-Karlsruhe.de
- Winterabend im Wald, um 1893, Städtische Galerie-Lütze-Museum Sindelfingen
- Blick von der Hornisgrinde, um 1896, Staatliche Kunsthalle Karlsruhe
- Frühling, um 1900, Städtische Galerie Karlsruhe
- Nach Sonnenuntergang im Winter, 1901, Staatliche Kunsthalle Karlsruhe, G. Kampmann, Nach Sonnenuntergang im Winter auf der Seite Kunsthalle-Karlsruhe.de
- Abend im Wald, um 1903, Staatliche Kunsthalle Karlsruhe, G. Kampmann, Abend im Wald auf der Seite kunsthalle-karlsruhe.de
- Baumstamm bei Obersteinbach, 1904, Staatliche Kunsthalle Karlsruhe, G. Kampmann, Baumstamm bei Obersteinbach auf der Seite Kunsthalle-Karlsruhe.de
- Sonne im Haus, 1904–1905, Staatliche Kunsthalle Karlsruhe, G. Kampmann, Sonne im Haus auf der Seite Kunsthalle-Karlsruhe.de
- Abendhimmel, um 1905, Städtische Galerie Karlsruhe
- Mondnacht, 1906, Stadt Karlsruhe, Ortsverwaltung Grötzingen
- Blaue Luft, 1907, Städtische Galerie Karlsruhe, G. Kampmann, Blaue Luft auf der Seite Karlsruhe.de
- Wintermorgen bei Grötzingen, um 1908, Staatliche Kunsthalle Karlsruhe, G. Kampmann, Wintermorgen bei Grötzingen auf der Seite Kunsthalle-Karlsruhe.de
- Sonniges Waldtal mit Bach, um 1909, Staatliche Kunsthalle Karlsruhe, G. Kampmann, sonniges Waldtal auf der Seite Kunsthalle-Karlsruhe.de
- Durch Wald und Feld, 1910, Städtische Galerie Karlsruhe
- Herbstwald im Bärental, 1910, Staatliche Kunsthalle Karlsruhe, G. Kampmann, Herbstwald im Bärental auf der Seite Kunsthalle-Karlsruhe.de
- Zwielicht, 1912, Staatliche Kunsthalle Karlsruhe, G. Kampmann, Zwielicht auf der Seite Kunsthalle-Karlsruhe.de
- Hegauberge, um 1912, Staatliche Kunsthalle Karlsruhe, G. Kampmann, Hegauberge, um 1912 auf der Seite Kunsthalle-Karlsruhe.de
- Mond hinter Kirchturm – die Sonne geht unter, 1913, Stadt Karlsruhe, Ortsverwaltung Grötzingen
- Frühling bei Baden-Baden, um 1913, Stadt Karlsruhe, Ortsverwaltung Grötzingen
- Stilleben: Pfirsiche, rote Beeren, um 1916, Städtische Galerie Karlsruhe

Lithographien:
- Abendröte, 1896, Städtische Galerie Karlsruhe
- Zwischen Tag und Nacht, 1897, Staatliche Kunsthalle Karlsruhe, G. Kampmann, Zwischen Tag und Nacht auf der Seite kunsthalle-karlsruhe.de
- Mondaufgang II, um 1897, Städtische Galerie Karlsruhe
- Ruinen im Walde, um 1898, Städtische Galerie Karlsruhe
- Mondaufgang II, um 1897, Städtische Galerie Karlsruhe
- Hochwald am Abend, 1898, Staatliche Kunsthalle Karlsruhe, G. Kampmann, Hochwald am Abend auf der Seite kunsthalle-karlsruhe.de
- Morgensonne, um 1898, Städtische Galerie Karlsruhe
- Glasbachtal, um 1898, Staatliche Kunsthalle Karlsruhe G. Kampmann, Glasbachtal auf der Seite kunsthalle-karlsruhe.de
- Altes Nest, um 1899, Städtische Galerie Karlsruhe
- Eisenbahn am Abend, 1899, Staatliche Kunsthalle Karlsruhe, G. Kampmann, Eisenbahn am Abend auf der Seite kunsthalle-karlsruhe.de
- Im Sonnenschein, 19. Jh., Staatliche Kunsthalle Karlsruhe, G. Kampmann, Im Sonnenschein auf der Seite kunsthalle-karlsruhe.de
- Herbstabend I, 19. Jh., Staatliche Kunsthalle Karlsruhe, G. Kampmann, Herbstabend auf der Seite kunsthalle-karlsruhe.de
- Winterabend, 1900, Staatliche Kunsthalle Karlsruhe, G. Kampmann, Winterabend auf der Seite kunsthalle-karlsruhe.de
- Pappeln, 1900, Staatliche Kunsthalle Karlsruhe, G. Kampmann, Pappeln auf der Seite kunsthalle-karlsruhe.de
- Herbstabend, um 1905, Städtische Galerie Karlsruhe
- Im Hegau, Staatliche Kunsthalle Karlsruhe, G. Kampmann, Im Hegau auf der Seite kunsthalle-karlsruhe.de
- Stürmisches Wetter, 19. Jh., Staatliche Kunsthalle Karlsruhe, G. Kampmann, Stürmisches Wetter auf der Seite kunsthalle-karlsruhe.de
- Mooswald, 19. Jh., Staatliche Kunsthalle Karlsruhe, G. Kampmann, Mooswald auf der Seite kunsthalle-karlsruhe.de

Radierungen
- Hagelschloss, um 1901, Staatliche Kunsthalle Karlsruhe, G. Kampmann, Hagelschloss auf der Seite kunsthalle-karlsruhe.de
- Dorf im Schnee, um 1907, Staatliche Kunsthalle Karlsruhe, G. Kampmann, Dorf im Schnee auf der Seite kunsthalle-karlsruhe.de

Zeichnungen
- Drei Weiden hinter einem Lattenzaun, 1884, Staatliche Kunsthalle Karlsruhe, G. Kampmann, Drei Weiden hinter einem Lattenzaun auf der Seite kunsthalle-karlsruhe.de
- Spaziergänger auf schneebedeckter Strasse am Abend, um 1884, Staatliche Kunsthalle Karlsruhe, G. Kampmann, Spaziergänger auf schneebedeckter Strasse am Abend auf der Seite kunsthalle-karlsruhe.de
- Drei alte Weiden bei Langenpreising, 1884, Staatliche Kunsthalle Karlsruhe, G. Kampmann, Drei alte Weiden bei Langenpreising auf der Seite kunsthalle-karlsruhe.de
- Weiden an der Sempt bei Langenpreising, 1884, Staatliche Kunsthalle Karlsruhe, G. Kampmann, Weiden an der Sempt bei Langenpreising auf der Seite kunsthalle-karlsruhe.de
- Erlen und Weiden bei Bottenau, 1884, Staatliche Kunsthalle Karlsruhe, G. Kampmann, Erlen und Weiden bei Bottenau auf der Seite kunsthalle-karlsruhe.de
- Bauernhaus in Zustorf, 1884, Staatliche Kunsthalle Karlsruhe, G. Kampmann, Bauernhaus in Zustorf auf der Seite kunsthalle-karlsruhe.de
- An der Sempt bei Langenpreising, 1984, Staatliche Kunsthalle Karlsruhe, G. Kampmann, An der Sempt bei Langenpreising auf der Seite kunsthalle-karlsruhe.de
- Feuchter Wintertag, 1895, Staatliche Kunsthalle Karlsruhe, G. Kampmann, Feuchter Wintertag auf der Seite kunsthalle-karlsruhe.de
- Wald hinter Hügeln bei Königsfeld, 1900, Staatliche Kunsthalle Karlsruhe, G. Kampmann, Wald hinter Hügeln bei Königsfeld auf der Seite kunsthalle-karlsruhe.de
- Generalife bei Granada, 1901, Staatliche Kunsthalle Karlsruhe, G. Kampmann, Generalife bei Granada auf der Seite kunsthalle-karlsruhe.de
- Abendwolken, wohl 1902, Staatliche Kunsthalle Karlsruhe, G. Kampmann, Abendwolkenauf der Seite kunsthalle-karlsruhe.de
- Luft- und Wolkenstudie, 1914, Staatliche Kunsthalle Karlsruhe, G. Kampmann, Luft- und Wolkenstudie auf der Seite kunsthalle-karlsruhe.de
- Landschaftsstudie, undatiert, Staatliche Kunsthalle Karlsruhe, G. Kampmann, Landschaftsstudie auf der Seite kunsthalle-karlsruhe.de

## Bücher und Schriften mit Illustrationen Kampmanns (Auswahl)
- Gesellschaft für vervielfältigende Kunst (Hrsg.): Die graphischen Künste. Jahrgang XXIII, 1900. Kaiserlich Königliche Hof- und Staatsdruckerei, Wien, 1900.
- Musenklänge aus dem Karlsruher Künstlerbund. Voigtländer, Leipzig 1902.
- Wilhelm Schäfer (Hrsg.): Die Rheinlande – Monatsschrift für deutsche Kunst. 4. Band (April 1902 – September 1902). Verlag der „Rheinlande“, Düsseldorf, 1902.
- Max Martersteig (Hrsg.): Jahrbuch der bildenden Kunst 1903. Unter Mitwirkung von Woldemar von Seidlitz-Dresden. Zweiter Jahrgang. (Almanach für bildende Kunst und Kunstgewerbe, Folge 3). Deutsche Jahrbuch-Gesellschaft. Berlin. 1903.
- Jeannot Emil Freiherr von Grotthuss (Hrsg.): Türmer-Jahrbuch 1904 Greiner und Pfeiffer, Stuttgart 1904.
- Karl Ernst Knodt: Fontes Melusinae. Ein Menschheitsmärchen. Mit Bildern von G. Kampmann. Altenburg, Geibel 1904.
- Karl Ernst Knodt: Ein Ton vom Tode. Ein Lied vom Leben. Neue Verse von Karl Ernst Knodt. Mit 2 Titelbildern von Gustav Kampmann. Emil Roth, Gießen, o. J. (1905).
- Auguste Supper: Da hinten bei uns. Erzählungen aus dem Schwarzwald. Eugen Salzer, Heilbronn 1905.
- Hanns von Gumppenberg, Alfred Auscher (Hrsg.): Licht und Schatten (Wochenschrift für schwarzweiß Kunst und Dichtung) Jahrgang 2, 1912, Heft Nr. 34. Verlag Licht und Schatten, München 1912.
- Fritz Heyder: Deutsche Zeichenkunst 1917. Die Bilder des vergriffenen 9. Jahrgangs des Kalenders Kunst und Leben. Fritz Heyder Verlag, Berlin-Zehlendorf, 1916 (–1917).
- Fritz Heyder: Deutsche Zeichenkunst 1917. Die Bilder des vergriffenen 10. Jahrgangs des Kalenders Kunst und Leben. Fritz Heyder Verlag, Berlin-Zehlendorf, 1918.
- Hindurch! Deutsches Volk im Kriege. Bilder des Kalenders Kunst und Leben 1914–1918. Gedichte aus der Kriegszeit. Fritz Heyder Verlag, Berlin-Zehlendorf 1920.